# Manors (estação ferroviária)
Manors é uma estação ferroviária na East Coast Main Line, sendo uma das estações que servem à cidade de Newcastle upon Tyne. É propriedade da Network Rail e gerida pela Northern Trains. 
A estação de metrô de mesmo nome não está diretamente conectada à estação ferroviária, mas está localizada a uma curta distância a pé. 
Manors era, anteriormente, uma estação muito maior e mais significativa na junção da linha principal e da linha em direção a Gosforth, no subúrbio de Newcastle, possuindo nove plataformas. A maior parte da estação foi fechada em 1978, quando a linha para Gosforth foi entregue ao Tyne and Wear Metro, e os edifícios foram posteriormente demolidos para dar lugar a escritórios.

## História
A estação original chamada Manors foi inaugurada em 1 de julho de 1847 pela Newcastle and Berwick Railway, que, algumas semanas depois, se ligaria à York and Newcastle Railway para formar a York, Newcastle and Berwick Railway. Uma estação definitiva foi inaugurada em 30 de agosto de 1850 para substituir a estação temporária, que se tornou um depósito de carvão e tinha duas plataformas em uma ponte sobre a Trafalgar Street. Quando a East Coast Main Line foi alargada para quatro trilhos, em 1887, duas plataformas adicionais foram construídas.
Em 1 de janeiro de 1909, o antigo terminal da Blyth and Tyne Railway, em New Bridge Street, foi fechado e a linha estendida para se juntar à East Coast Main Line, entre Manors e Newcastle Central. Nesta linha foi inaugurada Manors North, com duas plataformas e três vãos. Na ocasião, a estação original foi renomeada para Manors East. A antiga estação de New Bridge Street tornou-se um depósito de carvão que abastecia clientes no leste da cidade.
Quando as duas estações foram combinadas, em 20 de fevereiro de 1969, Manors North formou as plataformas de 1-5 e as de 6-9.

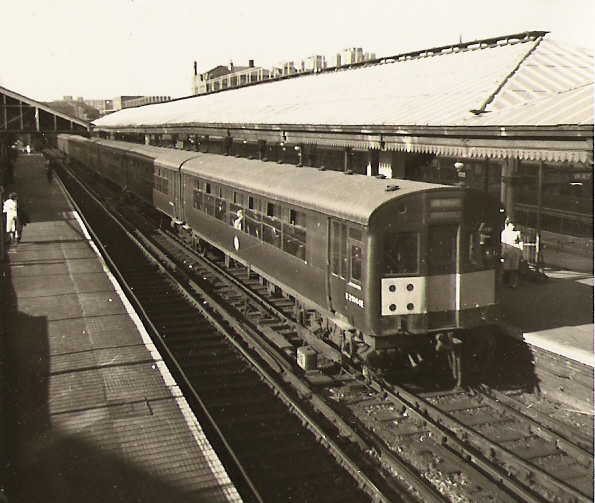
Trem elétrico em Manors North, em Junho de 1967

De 1904 a 1967, as linhas da estação foram eletrificadas como parte do sistema Tyneside Electrics, com o terceiro trilho (North Tyneside Loop) e uma curta catenária do pátio de Trafalgar South (ramal de Newcastle Quayside). A East Coast Main Line foi reeletrificada em 1990. Havia três caixas de sinalização que controlavam as abordagens para a área de Manors - Argyle Street (década de 1870 - 1964), Manors North (1909 - 1964) e Manors Junction (1909 - 1964). Uma grande re-sinalização do distrito de Newcastle, em 1964, resultou no fechamento dessas caixas. A caixa de sinalização Manors Junction original foi queimada em 1943 e sua substituição se deu na extremidade oeste de Manors East, entre as plataformas 7 e 8.
Além do movimentado serviço elétrico para a costa, Manors era um estação terminal para Morpeth, Blyth e Newbiggin. Embora o serviço Morpeth tenha atravessado a era British Rail, a rota de passageiros Blyth/Newbiggin sobreviveu somente até 1964.  Na era LNER, as plataformas da baía eram usadas como suporte para conjuntos elétricos e para pequenos serviços para Benton.

### Reconstrução
A maioria das plataformas em Manors foi fechada em 23 de janeiro de 1978 para permitir a construção do Tyne and Wear Metro. A estação passou a ter duas plataformas, no local das anteriores plataformas 7 e 8. Outras partes da antiga estação permanecem, incluindo as plataformas 1 e 2, fortemente cobertas por vegetação, e partes da plataforma 9.
A estação não tem pessoal, e as únicas instalações são um abrigo com telefone, bicicletário e máquina de bilhetes. O acesso às plataformas é feito por uma passarela, e não pela passagem subterrânea original, portanto, a estação não é acessível para cadeiras de rodas ou usuários com mobilidade reduzida. Manors recebeu um novo abrigo, suporte para bicicletas, assentos e uma placa de informações no início de 2015, tal como solicitado pelos usuários.
A estação de Manors é muito popular entre fotógrafos ferroviários e entusiastas por sua localização, que permite vistas muito boas dos trens que passam, que incluem tanto trens de cargas quanto de passageiros.

## Acidentes e incidentes
- Em 3 de Março de 1913, um trem de cargas vazio sofreu uma colisão traseira com um Trem-unidade elétrico devido a um erro de sinalização. Quarenta e nove pessoas ficaram feridas.[7]
- Em 7 de Agosto de 1926, um Trem-unidade elétrico ultrapassou os sinais e colidiu com um trem de carga. O maquinista havia amarrado o controlador e, portanto, o trem foi capaz de continuar quando ele se inclinou para fora e morreu ao bater em uma ponte.[8]

## Serviços
Há um serviço básico de hora em hora, de segunda a sábado, administrado pela Northern Trains, que opera entre Carlisle e Morpeth via Newcastle - um serviço noturno continua até Alnmouth e Chathill. Isso funciona durante a noite até o final do serviço,, e é uma melhoria notável em vista aos serviços que a estação recebia anteriormente nas décadas de 1980, 90 e início de 2000.
Desde Dezembro de 2017, a estação também é servida, aos domingos, pelos trens que trafegam entre Morpeth e a estação MetroCentre a cada duas horas.
O serviço proposto de Newcastle para Ashington, se realmente introduzido, deve fazer escala em Manors no trajeto de Newcastle para Benton North Junction, onde a linha diverge da East Coast Main Line.

## Na cultura popular
A estação foi brevemente apresentada no filme Get Carter, de 1971, mostrando a longa escadaria da entrada da Trafalgar Street para Manors East.